# Szaniec rdzenia NS-24

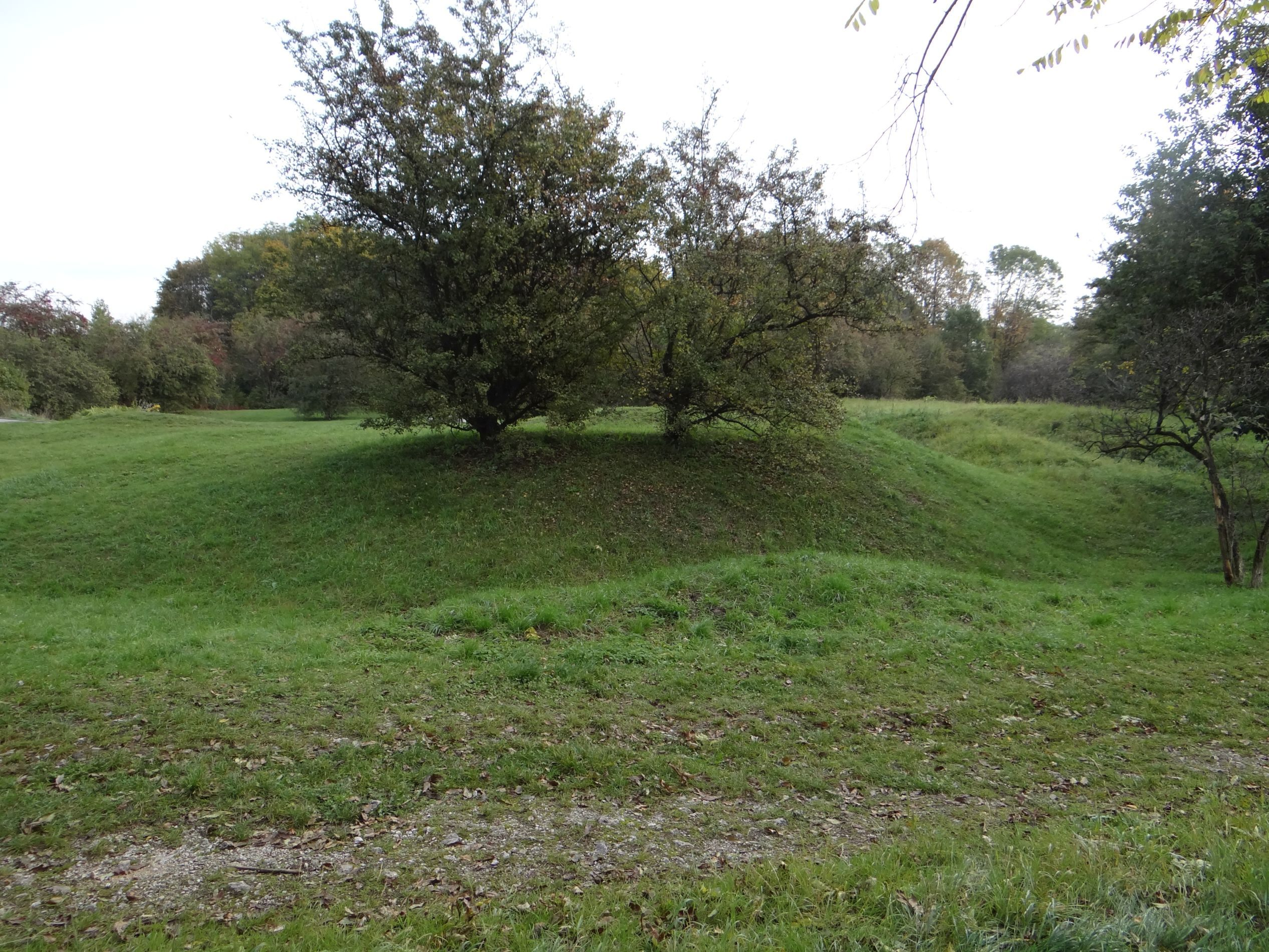
Pozostałości szańca NS-24 w 2019 r.

Szaniec rdzenia NS-24 – siedmioboczny (sześć boków + załamana szyja) szaniec typu FS-21, który powstał w latach 1854–1855. W 1914 roku został przebudowany na szaniec rdzenia. Ta zmiana polegała na spłaszczeniu fosy i umieszczeniu w centrum szańca schronu podkopowego. Szaniec rdzenia NS-24 był miejscem obozu pracy i miejscem egzekucji w latach 1940–1944. Niemcy rozstrzeliwali w nim więźniów obozu koncentracyjnego Plaszow i innych więzień, a w zagłębieniu szańca pochowali ich ciała. W 1946 roku szaniec został uszkodzony podczas prac ekshumacyjnych. Dziś jego pozostałości znajdują się koło ul. Siemomyśla w Krakowie.
W niewielkiej odległości od szańca NS-24 znajdował się szaniec NS-25, na pozostałościach którego znajduje się obecnie Pomnik Ofiar Faszyzmu. Obydwa szańce połączono nasypem ziemnym, który zachował się do dzisiaj.